# Дараган, Пётр Михайлович (губернатор)
Пётр Михайлович Дараган (1800 — 22 декабря 1875) — тульский губернатор в 1850—1865 года, генерал-лейтенант.

## Биография
Родился в семье отставного майора Михаила Петровича Дарагана, помещика Полтавской губернии. Мать Ева Яковлевна Фок была близкой родственницей героя Отечественной войны 1812 года генерала К. Ф. Багговута.
Благодаря этому родству Дараган был в конце 1815 года принят в Пажеский корпус, получив первоначальное образование в частном пансионе пастора Коленса. Время, проведённое в корпусе, описано самим Петром Михайловичем в его записках, изданных под заглавием: «Воспоминания первого камер-пажа Великой Княгини Александры Фёдоровны. 1817—1819». («Русская старина», 1875, т. ХIІ, апрель).
6 апреля 1819 года Дараган был произведён из камер-пажей в прапорщики лейб-гвардии Конно-пионерного эскадрона, только что тогда сформированного.
С открытием в 1828 году русско-турецкой войны Дараган, в чине капитана, командовал Конно-пионерным эскадроном, входившим в состав корпуса, осаждавшего крепость Варну; в 1830 году он был командирован на Кавказ, где принял участие в военных действиях против горцев под начальством генерал-фельдмаршала графа Паскевича; в следующем году был в составе войск, находившихся в Польше при усмирении мятежа.
В 1833 году Дараган был произведён в полковники, 11 декабря 1840 года за беспорочную выслугу награждён орденом св. Георгия 4-й степени (№ 6212 по кавалерскому списку Григоровича — Степанова).
В 1841 году назначен командиром гусарского великого князя Михаила Павловича полка. В 1844—1846 годах в чине генерал-майора командовал бригадой сначала в 3-й, потом в 7-й лёгкой кавалерийской дивизии; и командовал затем запасными эскадронами 2-го резервного кавалерийского корпуса.
С 1850 года начинается служба Дарагана по гражданскому ведомству в Министерстве внутренних дел; назначенный в этом году исправляющим должность военного губернатора города Тулы и тульского гражданского губернатора, Дараган в 1855 году за отличие по службе был произведён в генерал-лейтенанты, с утверждением в этих должностях.
С 1865 года Дараган состоял при Министерстве внутренних дел, а в следующем году вышел в отставку. Скончался в декабре 1875 года от желтухи в Вильно, похоронен на Ефросиньевском кладбище.

## Семья

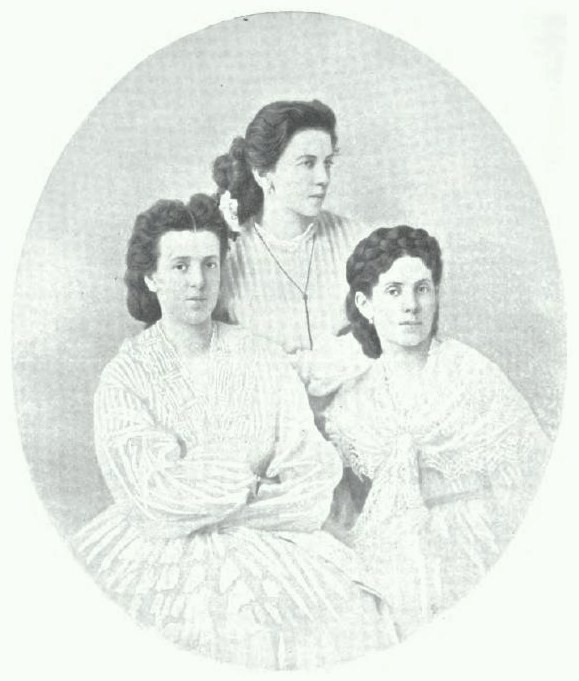
Дочери П. М. Дарагана

Дараган был женат с 2 сентября 1832 года на дочери статс-секретаря Балугьянского, известной детской писательнице, Анне Михайловне (1806—1877). По отзыву современницы,: Дараган был 
очень представительной наружности, к тому же он был хороший человек, в дворянские сплетни не вмешивался, и все в губернии им были довольны. Жена его была очень умна и любезна, сын красивый кавалергард, а три дочери — красавицы.
Дети Петра Михайловича:
- Михаил Петрович (1834— после 1917), калишский губернатор. Его сыновья: полный тёзка своего деда Пётр Дараган (1874—1960) — флигель-адъютант последнего Императора Всероссийского, последний командир Каргопольского 5-го драгунского полка РИА; Иван Дараган (1885—1977) — выпускник Пажеского корпуса 1904 года, подполковник РИА.
- Елизавета Петровна (1834—1885), замужем за генералом В. Н. Верёвкиным (1821—1896), их дочь художница М. В. Верёвкина.
- Александра Петровна, замужем за Дмитрием Алексеевичем Арбузовым (1821—1893), сыном генерала А. Ф. Арбузова.
- Евгения (Ева) Петровна (1839— ?), замужем за бароном Г. Винекеном (1834—1879/81), их сын генерал А. Г. Винекен.